# Lufttransport Staffel 5
Die Lufttransport Staffel 5 (LT St 5) der Schweizer Luftwaffe gehört zum Berufsfliegerkorps und untersteht zusammen mit der LT Staffel 1 dem Lufttransportgeschwader 1, das seinerseits zum Flugplatzkommando 11 beim Militärflugplatz Payerne gehört. Dies ist auch die Heimatbasis der LT 5. Die Lufttransportstaffel 5 trägt als Wappen eine Seitenansicht einer grünen Heuschrecke vor weissem kreisförmigem Grund, die auf einem ihrer Flügel die weisse Ziffer 5 zeigt. Die Tarnausführung des Wappens zeigt dasselbe Bild, jedoch in dunkelgrünen Farbtönen.

## Geschichte
Die Lufttransportstaffel und -kompanie 5 wurde im März 1962 als Leichtfliegerstaffel 5 unter dem Kommando von Hauptmann Fritz Kolb gegründet. Geflogen wurde erst mit Piper Super Cub, Hiller UH-12B, Alouette II und Dornier Do 27 auf dem Flugplatz Reichenbach und Militärflugplatz Frutigen. 1964 erfolgte die Umschulung auf die Pilatus P-2. Ab 1965 wurde der Militärflugplatz Kägiswil zum Kriegsstützpunkt der Einheit. Ende der 1960er Jahre wurde auf die Pilatus PC-6 und die Junkers Ju-52 umgeschult. Ab 1974 bis 2010 kam bei der Staffel die Alouette III  zum Einsatz. Ab 1992 betrieb die Lufttransportstaffel 5 die AS332M1 Super Puma. Diese waren bis 2003 auf dem Militärflugplatz Interlaken stationiert. Seither ist der Militärflugplatz Payerne die neue Heimatbasis der Lufttransportstaffel 5. Die Staffel erhielt auch AS532UL Cougar und 2010 kamen noch die Eurocopter EC635 zur Staffel.
Die Aufgabe der Staffel ist der Lufttransport mit Helikoptern in der ganzen Schweiz.

## Luftfahrzeuge
- Piper Super Cub
- Dornier Do 27
- Hiller UH-12B
- Alouette II
- Alouette III
- Pilatus P-2
- Pilatus PC-6
- Ju-52
- AS332M1 Super Puma
- AS532UL Cougar
- Eurocopter EC635